# Bauhinia aureopunctata
Bauhinia aureopunctata är en ärtväxtart som beskrevs av Adolpho Ducke. Bauhinia aureopunctata ingår i släktet Bauhinia och familjen ärtväxter. Inga underarter finns listade i Catalogue of Life.